# Jiří Hakulín
Jiří Hakulín (* 27. února 1962 Turnov) je český architekt. Je zakládajícím členem Fakulty umění a architektury na Technické univerzitě v Liberci. Dříve působil v libereckém ateliéru SIAL, nyní působí ve vlastní praxi.

## Významné projekty a realizace

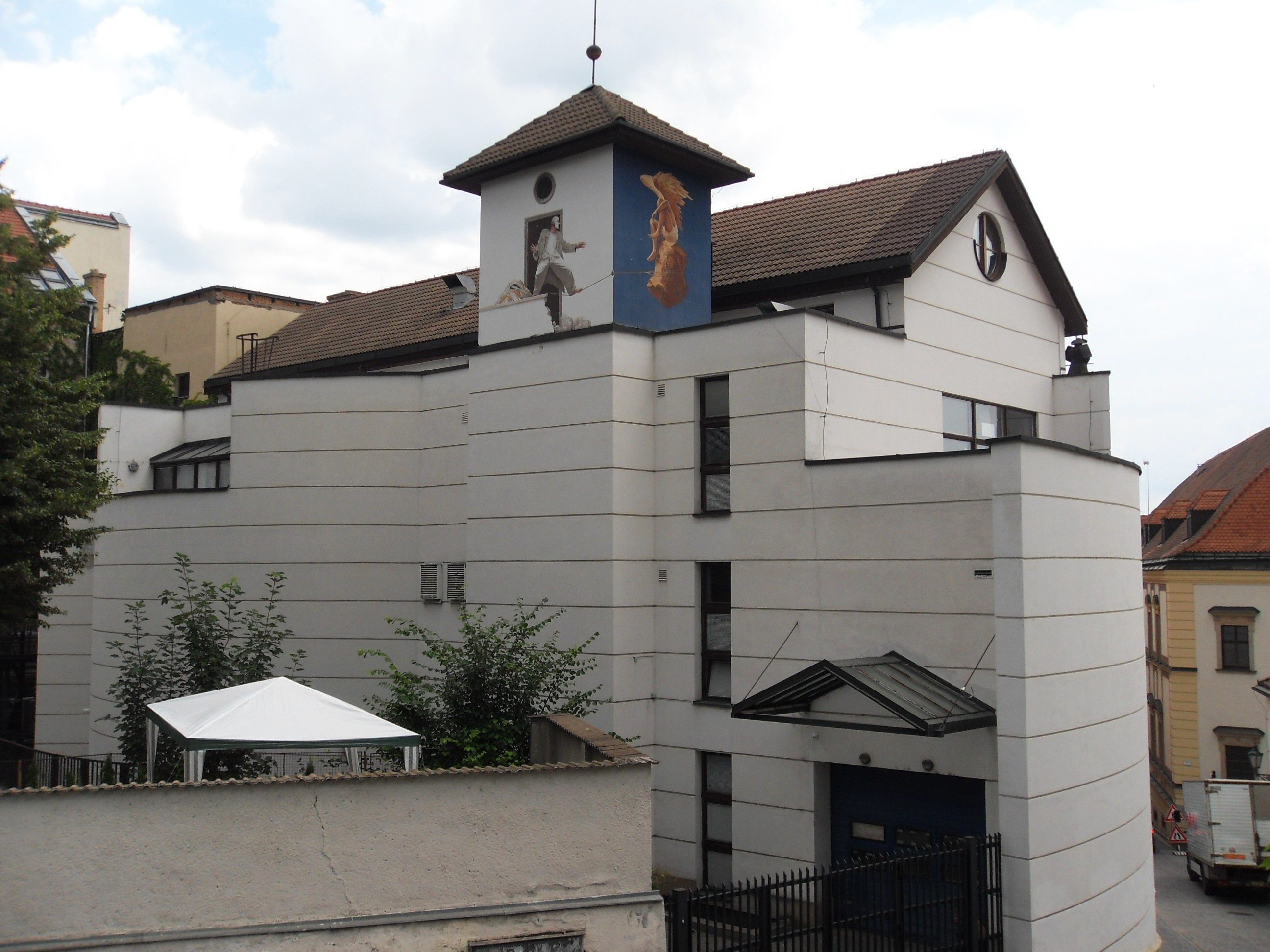
Divadlo Husa na provázku Brno

- 1985–1994 – spolupráce na přestavbě divadla Husa na provázku, Brno (spoluautoři Václav Králíček, Karel Hubáček)
- 1996–1999 – přestavba a dostavba domu pro divadlo DAMU, Praha (s Karlem Hubáčkem)